# Thesium cinereum
Thesium cinereum är en sandelträdsväxtart som beskrevs av Arthur William Hill. Thesium cinereum ingår i släktet spindelörter, och familjen sandelträdsväxter. Inga underarter finns listade i Catalogue of Life.